# Annie Heuts
Annie Heuts (Maastricht, 13 juni 1929 - Heusden-Zolder, 7 november 2019) was een Nederlandse zangeres en dichter, die bekend werd met liedjes als Zwarte Lola (uit de stripteasebar) (1967).

## Biografie
Heuts werd geboren in Maastricht en volgde als kind balletschool. Toen in 1940 de Tweede Wereldoorlog uitbrak, zette ze deze richting echter stop op aanraden van haar ouders, aangezien de Duitsers haar verplichtten lid te worden van de 'Nederlandsche Kultuurkamer', een naziorganisatie. Heuts studeerde hierna tandheelkunde, maar na de bevrijding maakte ze de overstap naar de wereld van de showbizz. Zo stepdanste ze voor de Amerikaanse soldaten, en viel zo in de smaak dat ze na een optreden mocht dineren met de Amerikaanse generaals George Patton en Dwight Eisenhower.
Begin jaren ’50 verhuisde Heuts naar België, waar ze trouwde en drie kinderen kreeg. Ze had wat succes als lid van het zangduo De Olympiazusjes en zong onder meer duetten met Peter Van Os. Toen Jo Leemans eens lange tijd niet beschikbaar was als zangeres voor het orkest van Francis Bay, verving Heuts haar. Ze zette haar succesrijke carrière echter stop om meer tijd vrij te maken voor een van haar kinderen dat aan polio leed.

## Zwarte Lola
Deze ziekte zou later ook haar terugkeer naar de showbusiness betekenen. Omdat ze geld nodig had om haar kind een goede medische verzorging te geven, ging ze met producer Johnny Hoes in zee om haar carrière opnieuw te lanceren. Hoes promootte haar in 1967 als een seksbom onder het pseudoniem "Zwarte Lola (uit de stripteasebar)". Er volgden een hele reeks singles en albums die haar erotische imago probeerden te promoten, waaronder Zwarte Lola, Dat ene slippertje en Wie me betaalt mag me bekijken. Haar albumverkoop steeg enorm, en Eddy Wally zong zelfs een duet met haar. Heuts werd mascotte van de piloten van Kleine Brogel en zette zich in voor de Boemerangactie ten voordele van patiënten met MS. Heuts was zelf niet tevreden met haar seksistische typecasting en zette in 1987 haar zangcarrière stop.
Heuts was ook actief als dichter. Johan Anthierens was vol lof over haar gedicht Herinneringen.

## Overlijden
Heuts overleed op 7 november 2019 in haar woonplaats in het Limburgse Heusden-Zolder.

## In populaire cultuur
- Eddy Wally zong ooit het lied Ik ben stapeldol op Zwarte Lola, zoals in een tv-portret van Annie Heuts in het KRO-tv-magazine 'Verslag op Woensdag' (1970)
- Tony Corsari had dan weer een hitje met Ik ben verliefd op Zwarte Lola.
- De Brugse Strangers schreven het lied Zwarte Lola en Eddy Ready.
- In 2006 werd in Oost-Vlieland een zwart zeehondje gered en door haar verzorgers Zwarte Lola genoemd.[2][3]

- MusicBrainz: 8bb21e82-06d5-4845-802d-e1588a16c616
- Virtual International Authority File: 8114157643314038590002